# Костюков Володимир Миколайович
Костюков Володимир Миколайович (19 листопада 1942 р. м. Київ) — артист оперети (тенор). Заслужений артист України (2017).  

## Творча біографія
- Театральна студія при Київському театрі музичної комедії (1963—1965р).
- Державний інститут театр ального мистецтва ім. А. В. Луначарського («ГІТІС») м. Москва 1970 р.
- Київський інститут театрального мистецтва ім. І. К. Карпенка-Карого за спеціальністю театрознавство організація, планування та управління театральною справою (1989 р.).

Працював в Одеському театрі музичної комедії (1970—1978 р.) 
Київський театр оперети (1978—1986 р.)
Неодноразово в пресі відмічалося виконання Костюковим В. М. сценічним темпераментом, музичною і пластичною культурою, віртуозним володінням секретами комедійного мистецтва, він відчуває закони і специфіку жанру.
З 1986 р.- 2014 р. працює в Заслуженому академічному ансамблі пісні і танцю Збройних Сил України.
Неодноразово виїжджав на гастролі за межі України (Францію, Канаду, Швейцарію, Німеччину, Іспанію, Китай). 
З 1970 р. член Національної Спілки театральних діячів України. 
З 2004 р. доцент кафедри теорії та методики постановки голосу Інституту мистецтв НПУ ім. М. П. Драгоманова.

## Ролі у виставах
- Наполеон — (І.Кальман «Баядера»),
- Боні — (І.Кальман «Сільва»),
- Стефан — (І. Штраус «Циганський барон»),
- Рамон — (Ю.Мілютін «Поцілунок Чаніти»),
- Пистолет, артист цырка — (Флорина Комишела «Кин»,
- Борька Бухтеев — (В.Семёнова «Возраст женщины»),
- Назар (И.Поклад «Вторая свадьба в Малиновке»),
- Помироль — (П.Абрахам «Бал в Савое»),
- Ерик — (О.Сандлер «Донна Люция»,
- Сашко — (О.Сандлер «На рассвете»),
- Фальк — (І.Штраус «Летюча миша»),
- міліціонер Редька — "Б.Александров «Кому  улыбаются звёзды»,
- Яшка-буксір — (І.Дунаєвский «Біла акація»),
- Андрей — (Н.Богословский «Свадебное путешествие»;
- Роман — (Е.Жарковский «Морской узел»,
- Кайтан — (ф. Легар «Циганська любов»),
- Мітрусь — (М.Стрєльніков «Холопка»),
- Зупан — (І.Кальман «Маріца»),
- Левша — (В.Дмитриев «Русский секрет»),
- Лівша — (В.Дмітрієв «Лівша»),
- Жиган — (В.Мясков «Балада про хлопчаків»),
- Куховар — (А.Ключенка «Принцеса і садівник»),
- Марсель — (І.Кальман «Фіалка Монмартру»,
- Яшка-артілеріст — (В.Рябов «Весілля в Малинівці»),
- Негош — (Ф.Легар «Весела вдова»),
- агроном Бджілка — (В.Гроховський  «Кадріль»),
- Міклош- (І.Кальман «Останній чардаш»),
- Міккі Стан — (І.Дунаєвський «Вільний вітер»),
- Акоп Гургенович — (Г.Кончелі  "Витівки Хануми).

## Відеофільми
- «Зустріч в опереті із Вікторією Альошиною-Костюковою»  телестудія ТРК «Гравіс» 1994 р.;
- «Де приховане щастя» телестудія «Укртелефільм» 1994 р.;
- «Бенефіс Вікторії Альошиної-Костюкової» телестудія « Укртелефільм» 1997 р.;
- «Другий бенефіс Вікторії  Альошиної-Костюкової» телестудія «Укртелефільм» телеканал «Культура» 2003 рік, які неодноразово транслювались на каналах українського ТБ.

## Відеозаписи дуетів та арій
- И.Кальман «Сильва» Бони, М.Стрельников «Холопка» Митрусь
- М.Блантер, дуэт Симочки и Мальцева из оперетты «На берегу Амура»
- «Веселый гном», поет Владимир Костюков
- О.Рябов — «Весілля в Малинівці»
- В. Дмітрієв — «Лівша»
- І. Дунаєвський — «Біла Акація»
- И. Дунаевский «Белая акация», дуэт Ларисы и Яшки Буксира

## Нагороди і звання
- Заслужений артист України (2017 р.).